# Ryōta Yamamoto
Ryōta Yamamoto (jap. 山本 涼太, Yamamoto Ryōta; * 13. Mai 1997 in Kijimadaira, Präfektur Nagano) ist ein japanischer Nordischer Kombinierer.

## Werdegang
Die Jahre bei den Junioren
Yamamoto gab sein internationales Debüt bei den Nordischen Junioren-Skiweltmeisterschaften 2014 im italienischen Val di Fiemme. Während er für den Gundersen Einzel nicht nominiert wurde, ging er beim Sprint und Teamwettbewerb an den Start, erreichte jedoch jeweils nur die hinteren Ränge. Ein Jahr später startete er bei allen drei Wettbewerben der Nordischen Junioren-Skiweltmeisterschaften in Almaty. Im Gundersen Einzel über zehn Kilometer belegte er den 25. Platz, wohingegen er im Sprint Vierzehnter sowie mit dem Team Sechster wurde. Bei seinem Debüt im Continental Cup erreichte er in Park City als Achter auf Anhieb die besten Zehn. Diese Platzierung belegte er auch beim Gundersen Einzel der Nordischen Junioren-Skiweltmeisterschaften in Râșnov. Im Sprint reichte es nur zum zwanzigsten Rang, mit dem Team wurde er Siebter. Nachdem er im Januar 2017 dreimal in Folge im Continental Cup in die Top 10 lief, galt Yamamoto als Mitfavorit für seine vierten Nordischen Junioren-Skiweltmeisterschaften, die dieses Mal in Park City stattfanden. Den Erwartungen wurde er mit einem dreizehnten Rang im Gundersen Einzel sowohl mit dem 26. Platz im Sprint nicht gerecht. Dennoch wurde er Mitte Februar 2017 erstmals ins Weltcup-Team berufen, verpasste jedoch bei den Wettbewerben in Sapporo die Punkteränge. Im Winter 2017/18 kam Yamamoto im Continental Cup regelmäßig in die Punkteränge. 
Die ersten beiden Saisons im Weltcup
Auch zu Beginn der Saison 2018/19 trat Yamamoto im  Continental Cup an. Ende Dezember 2018 erreichte er erstmals das Podest, als er in Park City Dritter hinter Taylor Fletcher und Julian Schmid Dritter wurde. Nach weiteren vorderen Ergebnissen wurde er im Januar 2019 ins Weltcup-Team befördert und gewann direkt seine ersten Weltcup-Punkte. In den folgenden Wochen erreichte Yamamoto regelmäßig die Punkteränge des Weltcups, wurde jedoch nicht für die Weltmeisterschaften in Seefeld nominiert. Yamamoto beendete die Saison als Vierzehnter der Continental-Cup-Gesamtwertung sowie auf dem 48. Platz der Weltcup-Gesamtwertung 2018/19. Zum Auftakt des Grand Prix gewann Yamamoto den provisorischen Wettkampfsprung in Oberwiesenthal, der seine starke Sprungform unter Beweis stellte. Diese Leistung bestätigte er auch im Wettkampf, als er wenige Tage später Dritter im Massenstart in Klingenthal wurde. Im Winter 2019/20 gehörte Yamamoto von Beginn an dem japanischen Weltcup-Team an und entwickelte sich dabei zu einem Leistungsträger seiner schwächelnden Nation. Bereits am ersten Wettkampfwochenende in Ruka kam er als Neunter in die Top 10. Im weiteren Saisonverlauf erreichte der starke Springer konstant die Punkteränge. Ende Januar 2020 belegte er gemeinsam mit Akito Watabe, Hideaki Nagai und Yoshito Watabe überraschend den dritten Rang mit der Staffel. Die Saison schloss er als zweitbester Japaner auf Rang 20 der Gesamtweltcupwertung sowie auf dem siebten Platz der Skisprung-Disziplinienwertung ab. 
Erstes Weltcup-Podest im Einzel und WM-Teilnahme 2021 in Oberstdorf
An diese Sprungstärke konnte Yamamoto auch zum Auftakt in die Weltcup-Saison 2020/21 in Ruka anknüpfen, als er am ersten Wettkampftag als Dritter auf die Loipe ging und letztlich als Achter sein bis dato bestes Weltcup-Ergebnis erzielte. Nachdem ihm schwache Laufzeiten weitere vordere Platzierungen verwehrt hatten, erreichte er gemeinsam mit Aktito Watabe den dritten Rang beim Teamsprint in Lahti. Für Japan war es der erste Podiumsplatz im Teamsprint seit Januar 1998. Tags darauf erreichte er auch im Gundersen-Wettkampf den dritten Platz und somit erstmal das Podest im Einzel. Bei den Nordischen Skiweltmeisterschaften 2021 in Oberstdorf gewann Yamamoto den Sprunglauf von der Normalschanze, fiel allerdings auf der Loipe zurück und wurde schließlich Elfter. Zwei Tage später belegte er gemeinsam mit Akito Watabe, Hideaki Naga und Yoshito Watabe den vierten Platz im Team. In der zweiten WM-Woche standen die Wettbewerbe von der Großschanze an, auf der Yamamoto fünf der sechs Trainingsdurchgänge gewinnen konnte. Auch am Wettkampftag gehörte er zu den besten Springern, ging aber bereits mit 38 Sekunden Rückstand auf den Führenden auf die Laufstrecke, auf der er weitere zwei Minuten verlor und letztlich den zehnten Rang belegte. Zum Abschluss der Weltmeisterschaften nahm Yamamoto gemeinsam mit Akito Watabe am Teamsprint teil. Nach dem Sprunglauf lag Japan noch in Führung, doch verloren sie in der dritten Runde die Führung an Österreich. Nachdem die Japaner den Vorsprung zu den auf Rang vier liegenden Deutschen lange aufrechterhalten konnten, schloss Fabian Rießle beim letzten Anstieg der vorletzten Runde zu Yamamoto auf, ehe Eric Frenzel schließlich den Zielsprint gegen Watabe gewann und Japan auf den vierten Platz verwies. Zum Saisonabschluss belegte er in Klingenthal die Ränge 7 und 5 und stellte darüber hinaus mit seinem Sprung auf 149 Meter einen neuen Schanzenrekord für Nordische Kombinierer auf. In der Gesamtweltcupwertung nahm er als zweitbester Japaner den vierzehnten Platz ein. In den Disziplinenwertungen wurde er Zweiter im Skispringen sowie 39. im Langlauf.
Der olympische Winter 2021/22
Im Sommer 2021 nahm Yamamoto wie das gesamte japanische Team nicht am Grand Prix teil. Nach drei Resultaten unter den besten Zehn zum Weltcup-Saisonauftakt in Ruka belegte er gemeinsam mit Sora Yachi, Yoshito Watabe und Akito Watabe den dritten Rang beim Staffelwettbewerb in Lillehammer. Auch im Einzel erzielte er zu Saisonbeginn regelmäßig Platzierungen unter den besten Zehn und lief 15. Januar 2022 in Klingenthal als Dritter einmal aufs Podest. An diese Leistungen konnte er in der Folge nicht mehr anknüpfen, weshalb er in der Gesamtweltcupwertung einige Ränge verlor und letztlich den 14. Platz einnahm. Bei den Olympischen Winterspielen 2022 wurde Yamamoto im Einzel von der Normalschanze 14. sowie von der Großschanze Zwölfter. Im Staffelwettbewerb gewann er gemeinsam mit Yoshito Watabe, Hideaki Nagai und Akito Watabe die Bronzemedaille.

## Statistik

### Platzierungen bei Weltmeisterschaften
| Jahr und Ort    | Wettbewerb | Wettbewerb   | Wettbewerb | Wettbewerb | Wettbewerb |
| Jahr und Ort    | Einzel NS  | Gundersen GS | Team       | Teamsprint | Mixed-Team |
| --------------- | ---------- | ------------ | ---------- | ---------- | ---------- |
| 2021 Oberstdorf | 11.        | 10.          | 04.        | 04.        | —          |
| 2023 Planica    | 09.        | 10.          | 07.        | —          | 05.        |
| 2025 Trondheim  | 11.        | 08.          | 05.        | —          | 04.        |

### Weltcup-Platzierungen
| Saison  | Platz | Punkte |
| ------- | ----- | ------ |
| 2018/19 | 48.   | 036    |
| 2019/20 | 20.   | 184    |
| 2020/21 | 14.   | 308    |
| 2021/22 | 15.   | 447    |
| 2022/23 | 11.   | 521    |
| 2023/24 | 21.   | 467    |

### Grand-Prix-Platzierungen
| Saison | Platz | Punkte |
| ------ | ----- | ------ |
| 2018   | 059.  | 005    |
| 2019   | 022.  | 077    |
| 2022   | 008.  | 109    |

### Continental-Cup-Platzierungen
| Saison  | Platz | Punkte |
| ------- | ----- | ------ |
| 2015/16 | 48.   | 075    |
| 2016/17 | 22.   | 182    |
| 2017/18 | 29.   | 153    |
| 2018/19 | 14.   | 252    |

## Privates
Ryōta ist der ältere Bruder des Nordischen Kombinierers Yūya Yamamoto.